# Przytulia wonna

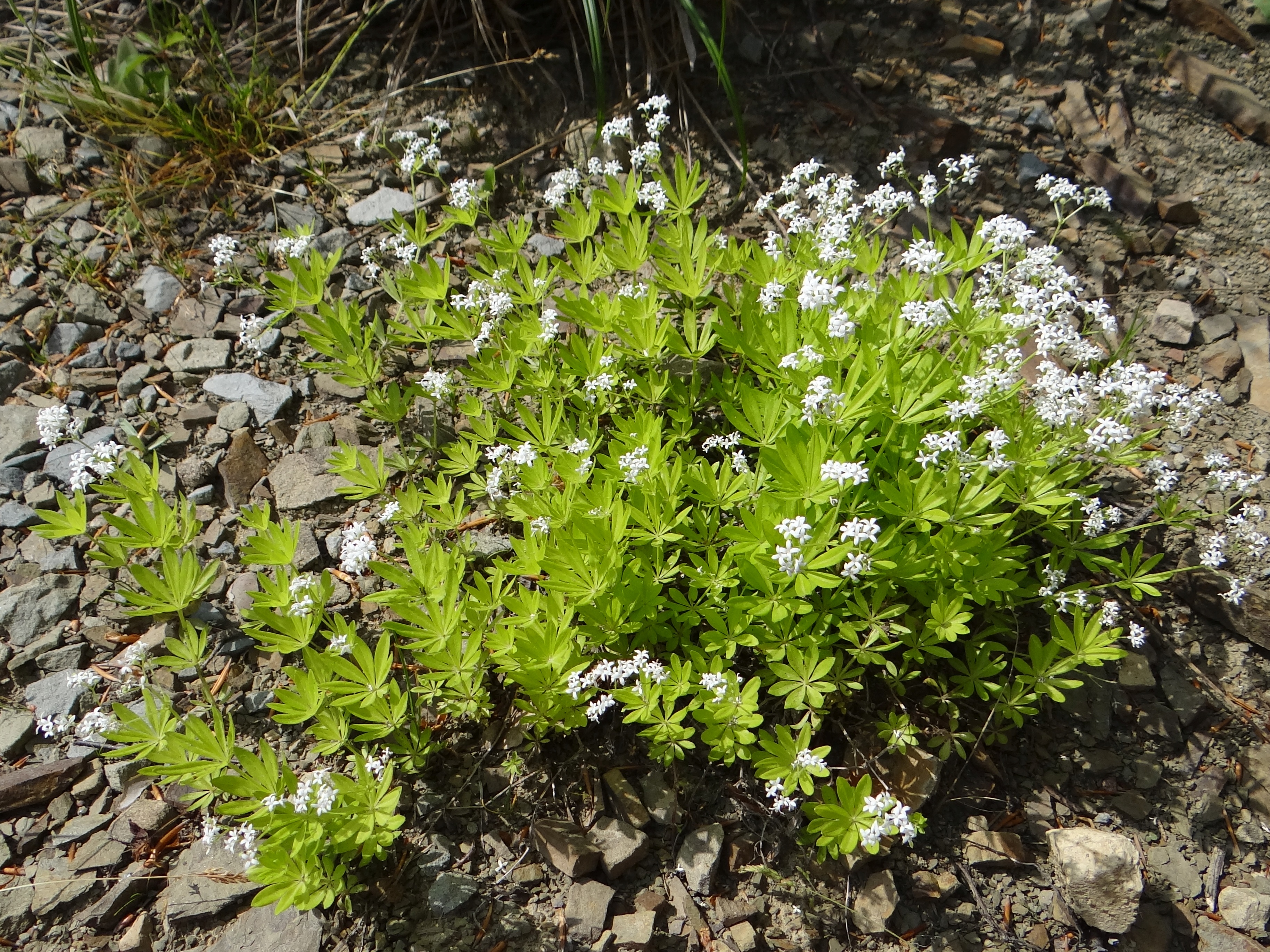

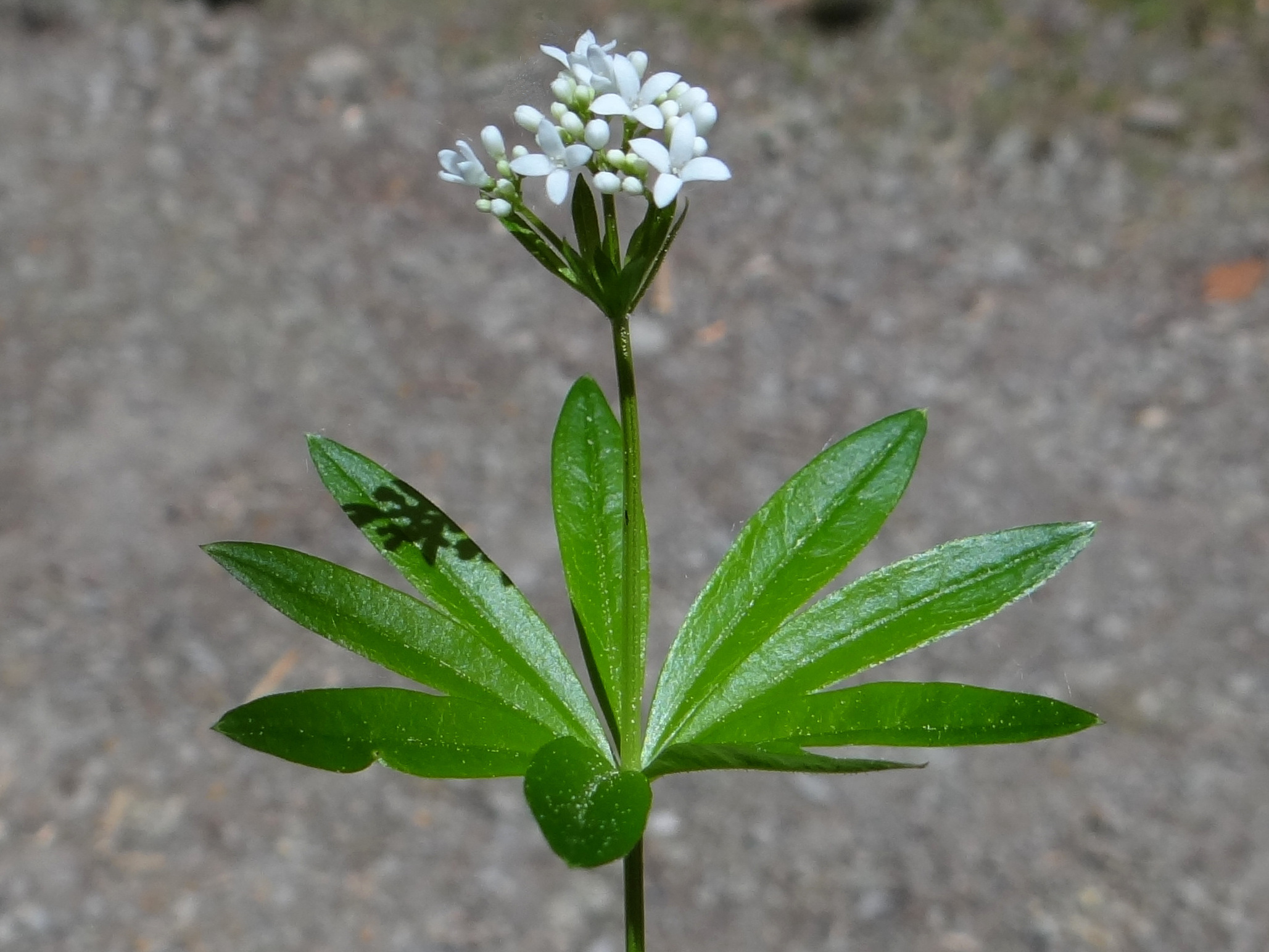
Kwitnący pęd

Przytulia wonna, marzanka wonna (Galium odoratum) – gatunek rośliny wieloletniej należący do rodziny marzanowatych. Występuje w Europie i Azji, na obszarach o klimacie suboceanicznym. Rozprzestrzenia się także w innych rejonach świata o klimacie umiarkowanym. W Polsce jest dość pospolita na całym niżu.
Dawne nazwy zwyczajowe: majownik, barwica wonna.

## Morfologia
PokrójDelikatna roślina o wysokości do 30 cm, wytwarzająca liczne pędy pachnące sianem (zapach kumaryny). Często tworzy zwarte łany.
ŁodygaPodnosząca się, wątła, naga, czterokanciasta.
LiścieWyrastają w okółkach, po 6-9. Są siedzące z przylistkami, ciemnozielone, lancetowatego kształtu, z szorstkimi brzegami. Liście na środku łodygi są zwykle największe.
KwiatyNa szczycie łodyg w baldachogronach wyrastają nieliczne, drobne kwiaty na krótkich szypułkach. Kwiatostany są z podsadkami, lub bez. Kielich kwiatowy niepozorny, korona o średnicy 4-6 mm z 4 białymi płatkami, jeden słupek, 4 pręciki.
OwocKulista rozłupnia z gęstymi, haczykowatymi szczecinkami. Po dojrzeniu rozpada się na dwie rozłupki.
KłączeCienkie, pełzające.

## Biologia i ekologia
Bylina, geofit i hemikryptofit. Kwitnie w maju i czerwcu. Kwiaty są owadopylne, a zapylenia dokonują zazwyczaj muchowate. Zabezpieczeniem przed samozapyleniem jest przedprątność, jednak jeśli z jakichś powodów, np. długotrwałej złej pogody nie doszło do zapylenia krzyżowego, i tak powstają nasiona, łatwo bowiem dochodzi do samozapylenia, gdyż wyższe pręciki po dojrzeniu opadają swoimi pylnikami na znamię słupka. Nasiona roznoszone są przez zwierzęta i ludzi (zoochoria), przyczepiając się haczykami do ubrań i sierści. 
Rośnie w cienistych lasach liściastych, szczególnie bukowych. Wymaga gleb próchnicznych, dla których jest rośliną wskaźnikową. Jest rośliną cieniolubną i gatunkiem charakterystycznym dla rzędu (O.) Fagetalia.
Liczba chromosomów: 2n = 44.
Roślina trującaZe względu na zawartość kumaryny, do celów leczniczych, kosmetycznych i spożywczych (p. niżej „Zastosowanie”) musi być stosowana z umiarem. Większe dawki mogą spowodować ból głowy i nudności.

## Zagrożenia i ochrona
Roślina objęta była w Polsce częściową ochroną gatunkową od 1957 roku na podstawie rozporządzeń wydawanych kolejno w latach: 1957, 1983, 1995, 2001, 2004 i 2012. Od 2014 roku nie podlega ochronie.

## Zastosowanie
Roślina lecznicza
- Surowiec zielarski: ziele Herba Asperulae zawiera kumarynę, garbniki, związki goryczowe, duże ilości polifenolokwasów, nieznaczne ilości flawonoidów (rutyna, kwercetyna).
- Działanie: przeciwbakteryjnie, rozkurczające, uspokajające. Napar z ziela zmniejsza napięcie ścian naczyń krwionośnych oraz mięśni gładkich układu pokarmowego i moczowego. Używany jest w zaburzeniach krążenia, żylakach (w tym hemoroidach), skurczach jelit i dróg moczowych. Pomaga także przy kamicy i dolegliwościach wątroby.
- Zbiór i suszenie: zbiera się przed kwitnieniem rośliny, przy ładnej pogodzie, suszy w miejscach przewiewnych i zacienionych. Podczas suszenia wydziela intensywną woń siana, po wysuszeniu czernieje.

Roślina kosmetyczna
- Napar można pić w celu lekkiego przyciemnienia jasnej, bladej skóry. w tym samym celu ów napar można stosować jako kąpiel. Kumaryna stosowana jest jako substancja zapachowa w perfumach[15].

Sztuka kulinarna
Uwaga: zobacz ostrzeżenia w sekcji #Biologia i ekologia.
- Kwiaty są jadalne, charakteryzują się słodkim, orzechowym, waniliowym aromatem[16]. Wykorzystuje się je m.in. do garnirowania potraw[17]. Zbierane przed zakwitnięciem są ważnym składnikiem napoju majowego Maitrank wywarzanego w Arlon[18].
- Suszone liście przypominają zapachem świeżo skoszone siano[16]. Sporządza się z nich syropy, galaretki, ziołowe herbatki, aromatyzuje też się nimi kremy, napoje alkoholowe (np. niemiecki napój majowy Maibowle/Waldmeisterbowle[19]), octy i herbatę[17][19]. Powodują ścinanie się mleka, dzięki czemu mogą być wykorzystywane do produkcji serów[17]. Od 1974 w Niemczech stosowanie przytulii wonnej (niem. Waldmeister) w produktach kierowanych do dzieci jest nielegalne[19]. Obecne na tamtejszym rynku słodkie wyroby „przytuliowe” takie jak galaretki, lody, napoje gazowane itp. są sztucznie barwione na zielono i zawierają niewielkie ilości tej rośliny lub nie zawierają jej wcale[19].
- Świeże lub gotowane liście dodaje się do sałatek owocowych[19].

Gospodarstwo domowe
- Suszone liście znajdują zastosowanie jako składnik kompozycji zapachowych z suszonych roślin – w wytwarzaniu saszetek zapachowych oraz w sztuce potpourri[16]. Suszona przytulia wonna wykorzystywana była też dawniej do neutralizacji brzydkich zapachów w domu (rozsypywano ją na podłodze) oraz jako środek odstraszający insekty[17][19]. Podobnie jak przytulią właściwą (Galium verum), wypełniano nią poduszki i materace, co mogło być powodem kojarzenia jej z atrybutami takimi jak czystość i płodność[19]. Przypisywano jej właściwości nasenne i uspokajające[19].

Inne
- Suszone liście wykorzystywane są również do aromatyzowania tytoniu.